# 水俣駅
水俣駅（みなまたえき）は、熊本県水俣市桜井町一丁目にある肥薩おれんじ鉄道線の駅である。駅番号はOR13。かつては九州旅客鉄道（JR九州）鹿児島本線の駅で山野線が分岐していた。

## 歴史

### 年表

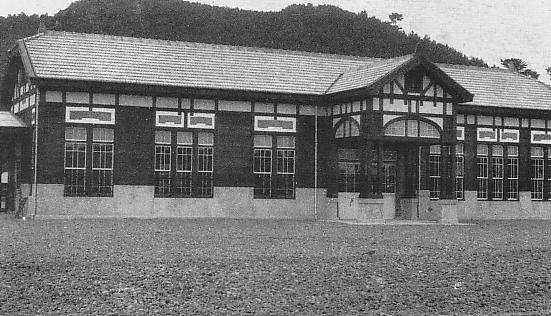
大正・昭和戦前期の水俣駅

- 1926年（大正15年）7月21日：鉄道省川内本線の駅として開設[1]。
- 1927年（昭和2年）10月17日：湯浦駅 - 水俣駅間開業、八代駅 - 川内駅 - 鹿児島駅間が鹿児島本線に編入される。
- 1931年（昭和6年）11月16日：陸軍特別大演習参加後の昭和天皇が県内を巡幸。お召し列車が八代駅 - 水俣駅、水俣駅 - 熊本駅間で運行[2]。
- 1934年（昭和9年）4月22日：山野西線当駅  - 久木野間開業[3]。
- 1949年（昭和24年）6月1日：公共企業体である日本国有鉄道が発足。
- 1955年（昭和30年）：現駅舎完成。
- 1972年（昭和47年）3月15日：みどりの窓口の営業を開始[4]。
- 1982年（昭和57年）11月15日：山野線貨物列車廃止。
- 1986年（昭和61年）11月1日：チッソ専用線を含む貨物取扱廃止[1][5][6][7][8]。
- 1987年（昭和62年）4月1日：国鉄分割民営化により、JR九州の駅となる[1]。
- 1988年（昭和63年）2月1日：山野線廃止[3]。
- 2004年（平成16年）
  - 2月28日：キヨスク、ジョイロード水俣旅行センター閉店。
  - 3月13日：九州新幹線部分開業に伴う鹿児島本線（八代駅 - 川内駅間）経営移管により、肥薩おれんじ鉄道の駅となる[9]。中線、旧3番線使用停止。
- 2005年（平成17年）3月1日：八代駅からの当駅折返し列車が全て出水方面に延長され、消滅。
- 2007年（平成19年）5月7日：水俣港発着航路廃止に伴い、フェリーとの連絡運輸終了。
- 2015年（平成27年）
  - 1月10日：駅舎改装工事のため、旧改札口と待合室を閉鎖。
  - 4月29日：駅舎リニューアルオープン。
- 2016年（平成28年）4月7日：クルーズトレイン「ななつ星in九州」乗入開始に伴い、停車駅となる。

### 駅名の由来
開業時の地名（葦北郡水俣村）が由来。
「水俣」とは「川が二股になったところ」、あるいは「川が2つに分かれたところ」という意味で、この地が水俣川と湯出川の合流地点にあることから付いた地名である。

## 駅構造
NPO法人ななうらステーションが管理する簡易委託駅であり、島式ホーム1面2線と相対式ホーム1面1線を有し、中線（通過線）も備える。但し、現在は中線と島式ホーム外側の3番線は使用停止状態になっており、相対式ホーム2面2線のように運用されている。トイレは駅舎内にあり、男女別の水洗式。
水俣市の中心駅であり、普通列車、快速列車、観光列車「おれんじ食堂」の全列車が停車する。また2016年4月7日からのクルーズトレイン「ななつ星 in 九州」乗入期間中は当駅も停車駅となった。
駅舎落成から60年が経ち老朽化が著しくなって来たため、総事業費1億1400万円を掛けて2014年11月より駅舎改装工事が行われた。事業費は全額環境省と水俣市の補助金で賄われている。工事開始に伴い、2015年1月10日に国鉄時代から使用されて来た改札口と待合室が閉鎖され、旧改札口横に仮改札口とプレハブの仮待合室が設けられた。その後、同年4月29日にリニューアルオープンした。駅舎のデザインは「おれんじ食堂」や阿久根駅駅舎のデザインを手掛けた水戸岡鋭治が担当している。駅構内にはレストラン「MINAMATAYA（水俣屋）」が入居し、水俣の伝統工芸のひとつである「イワシかご（竹籠）」を設置した待合室やキッズルーム等も設けられた。オープン当日は記念式典が開催された。
駅のリニューアルと同時にレストラン「旬菜カフェ水俣屋」が開店していたが2015年11月15日限りで閉店。2016年2月から「水俣屋」の店名を引継いだ別の喫茶店が入店していたが運営会社撤退で再び閉店。その後、駅利用者の要望を受けて、「おれんじ食堂」に食事を提供する湯の鶴温泉のレストランから出店の申し出があり、2020年1月8日にカレーうどん店兼チャーハン店の「MINAMATAYA（水俣屋）」として再オープンした。しかし、2022年1月現在こちらも閉店している。
駅舎リニューアルに伴い防犯上の理由から夜24:00 - 翌朝5:50までは館内が閉鎖され、駅舎横の通路（工事中だった当時の仮改札口）が出入口となる。前述の理由で、早朝は券売機で乗車券を買うことができず、当該時間帯は整理券を取り乗車することになる。
- 営業時間（館内の開放時間は5:50 - 24:00）
  - 駅窓口…5:50 - 17:55

### のりば
| のりば | 路線                | 方向         | 行先                    | 備考                                |
| ------ | ------------------- | ------------ | ----------------------- | ----------------------------------- |
| 1・2   | ■肥薩おれんじ鉄道線 | 上り         | 佐敷・八代・新八代方面  | 上下線共、大半の列車は1番のりば発着 |
| 1・2   | ■肥薩おれんじ鉄道線 | 下り         | 出水・ 阿久根・川内方面 | 上下線共、大半の列車は1番のりば発着 |
| 3      | （使用休止）        | （使用休止） | （使用休止）            | （使用休止）                        |

発着番線に関して
- 列車の発着は基本的に駅舎側の1番線で、列車交換がある時等に2番線も使用する。

付記事項
- 鹿児島本線時代の2004年3月12日までは特急停車駅であり、3番線や中線も使用され当駅折り返しの列車も数多く設定されていた。また、当駅と博多駅・小倉駅の間を結ぶ特急有明が朝晩に1往復（10号・49号）設定され、中線を使って夜間滞泊も行われていた。改札口に行先発車標（反転フラップ式案内表示機）や行灯式の座席案内標が設置されていた。なお廃止された山野線は主に3番線で発着していた。また、駅舎内にはみどりの窓口、待合室にキヨスクがあり駅弁や水俣名物の蜂楽饅頭、三太郎餅も販売されていた。さらにジョイロード（現 JR九州旅行）水俣旅行センターが隣接して設置されていたがどちらも経営移管時に閉店した。当駅のみどりの窓口はマルスが撤去され、隣の新水俣駅に機能を移転したが現在も出札窓口として使用されている。キヨスクも同じく新水俣駅に移転し当駅のキヨスクを含むかつての待合室跡は、パン工房「風季のとう」に改装された後2015年から水俣屋に、旅行センター跡は待合室にそれぞれ改装されている。

- シンガーソングライターの村下孝蔵の出身地であり、かつて待合室の一部に「村下孝蔵ミニ博物館」が設置され、生前に使われていた楽器など数多くの遺品が多く展示されていたが駅舎リニューアルの際撤去された。

- 肥薩おれんじ鉄道に移管された際に使用停止となった発車標や座席案内標は撤去された。開業時はJR線時代の名残として八代方面から当駅折返しの区間列車が3本設定されていたが、2005年3月1日ダイヤ改正で八代方面からの列車は全て出水方面に延長されたため早々に消滅した。それ以降は当駅始発終着の定期列車は設定されていない。かつては早朝6時台に当駅始発出水・川内方面隈之城行（出水駅 - 当駅間は回送運転）が1本設定されていたが、2021年3月13日ダイヤ改正で米ノ津駅始発に短縮され消滅した。

- 国鉄時代は、山野線が発着していた3番線の隣に広大な貨車入換用側線、駅北西側にチッソ水俣工場への入換線と専用線を有し、1985年頃に全貨物取取扱が廃止されるまでは八代駅・出水駅・川内駅等と並ぶ鹿児島本線の主要貨物取扱駅・支線中継駅の一つであった。また、JR時代まで水俣保線区・水俣信号通信区（後に合併して水俣工務センターが発足）が存在し、鹿児島本線や山野線の熊南地域の保線・修繕基地としての役割も担っていた。貨物取扱廃止後、側線は廃車予定の貨車の留置などに使用するために暫くは遺されたものの、国鉄の分割民営化後に全て撤去され、跡地は住宅地や水俣自動車学校の敷地に転用されている。現在では駅構内の上り線（八代方面）側に機関車入換線跡や入換線に通じていた渡り線のポイントレールが遺っており、入換線跡は安全側線として使われているほかすぐ後ろにある新地踏切にも遺構が遺り、下り線（出水方面）側に当時の貨物列車や機関車入換に使われていたシーサスクロッシングのポイントレールや、機関車・貨車・山野線列車用の留置線（引上線）、水俣保線区跡の建物が撤去されずにそのまま遺されており、かろうじて賑やかだった当時の駅構内の姿を垣間見ることが出来る。水俣保線区跡の建物には現在はJR九州グループの子会社である三軌建設水俣工事所が入居している。

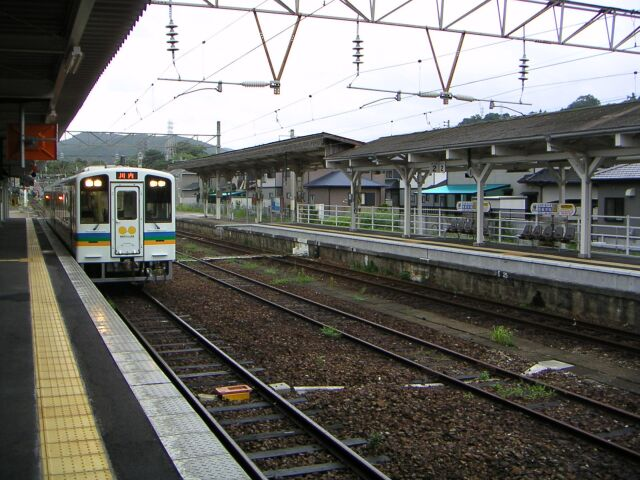
構内（2004年9月）
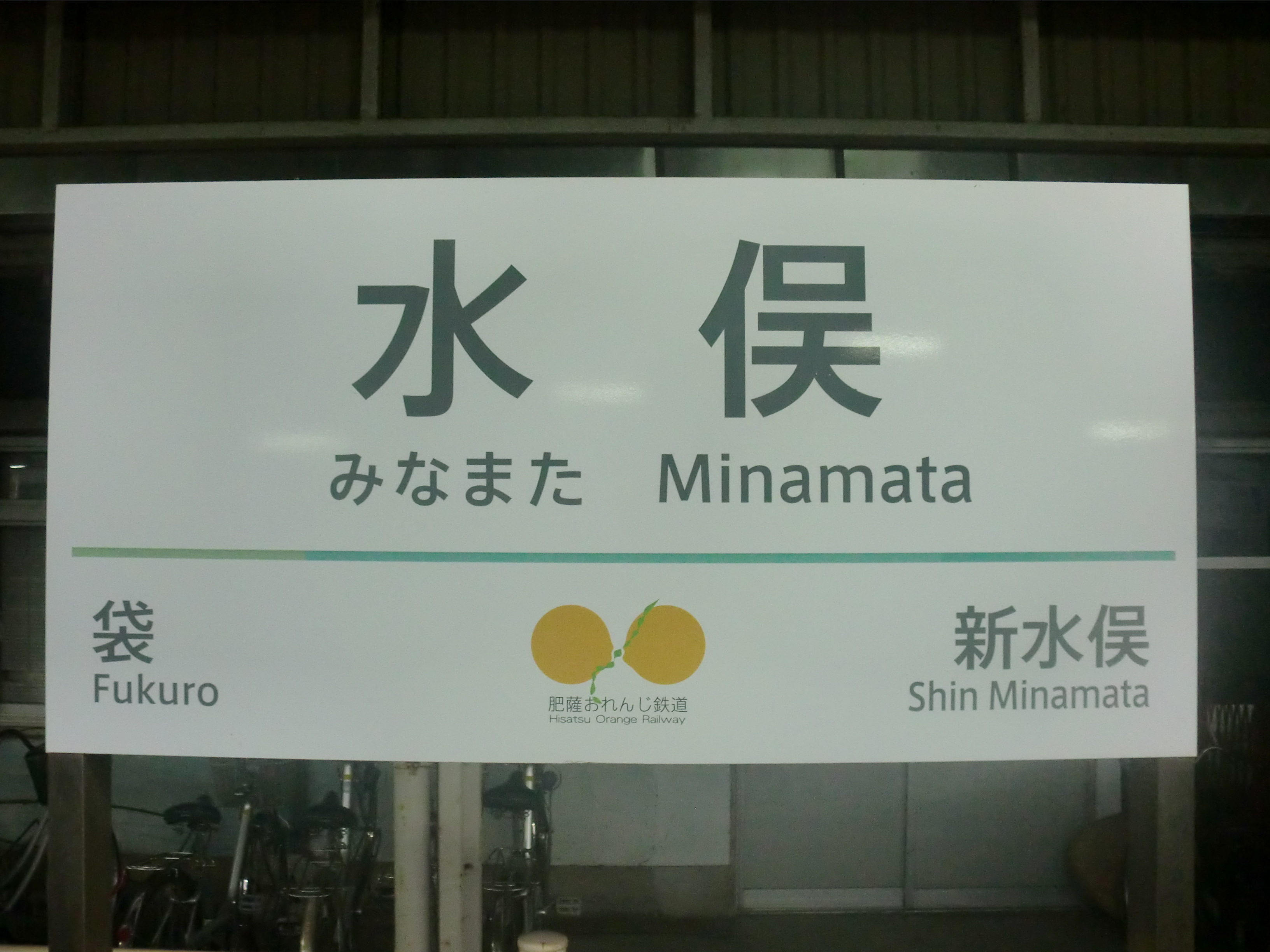
駅名標

## 貨物取扱（廃止）

### チッソ水俣工場専用線

#### 概要
かつては駅の北西側に所在するチッソ水俣工場（水俣本部）への専用線があり、原材料や製品の化学薬品の貨物輸送が行われていた。当時は駅南西側に入換機関車の車庫や小規模な入換線があり、本線からの貨物列車は側線や中線から一旦この入換線に引込んだ後、スイッチバックする形で推進運転で専用線に入り、駅前通りと国道3号の踏切、用水路を渡って工場に向かっていた。1980年代頃からチッソ自体の製造品目・生産体制見直し で輸送量が減少した他、国鉄の労働争議やチッソへの抗議行動による輸送混乱等を受けて安定性や安全性の面で輸送体制の見直しも図られ、輸送手段は道路輸送などに転換し、専用線は1985年（昭和60年）頃に休止されて翌年廃止された。
専用線跡は廃止後30年以上が経過しているため宅地化や駐車場化されており、工場内を含めて遺構は殆ど残っていないが、駅構内から工場に向かう曲線部がクロックス株式会社の駐車場と一般道路に転用されて面影を残している他、駅構内入換線跡や入換線と専用線分岐跡も一部は駐車場になったものの大部分が空き地のままで小さな木造の橋梁跡などの遺構が遺っており、駅南西の八ノ窪踏切前にも入換線があった事を示す車止めが遺されている。

#### 使用車両
駅と工場内との間の貨車入換用として、ニチユ製小型蓄電池機関車が使用されていた。
原料搬入、製品出荷用の貨車が、水俣駅常備として配属されており、チッソ所有私有タンク車（専用種別は、濃硫酸、希硝酸、酢酸及び無水酢酸、酢酸エチル等）が主体だったが、他に国鉄のトラ40000形無蓋車の一部にも、小ロットのタンクコンテナ輸送専用運用として水俣駅常備とされたものが存在した。チッソの私有タンク車（酢酸及び無水酢酸専用）のうち、タキ3700形については、同形式の中でも特異な構造・形態の車両が多く含まれ、貨車研究者からは注目された。

#### 運行
グループ企業のチッソ石油化学五井工場（浜五井駅付近）や、設立経緯から関連の深い旭化成工業薬品工場（南延岡駅付近） を始めとする化学工業メーカーとの間で、原材料や製品輸送が行われた。貨車は、上記の水俣駅常備貨車の他、チッソ石油化学の私有タンク車（浜五井駅常備） も入線した。
また、上記以外の需要先への製品発送等もあり、国鉄有蓋車も使用された。コンテナ貨物の取扱いもあった。

## 駅弁
かつては八代市内に本社を構えていた株式会社みずあらい水俣支店や近隣の仕出し業者森弁当が調製した幕の内弁当や御寿司などが発売されていたが、みずあらいは倒産、廃業のため1990年代後半に駅弁発売を終了している。みずあらいの廃業以降は森弁当だけが駅弁販売していたが、こちらも経営移管のため2004年3月12日の発売を以て終了した。晩年は以下の駅弁が売られていた。
- 御弁当
- 寿司

## 利用状況
| 年度   | 1日平均 乗車人員 | 1日平均 乗降人員 |
| ------ | ---------------- | ---------------- |
| 2011年 | 295              | 575              |
| 2012年 | 277              | 543              |
| 2013年 | 261              | 511              |
| 2014年 | 253              | 497              |
| 2015年 | 246              | 497              |
| 2016年 | 202              | 410              |
| 2017年 |                  | 398              |
| 2018年 |                  | 383              |
| 2019年 |                  | 360              |

## 駅周辺

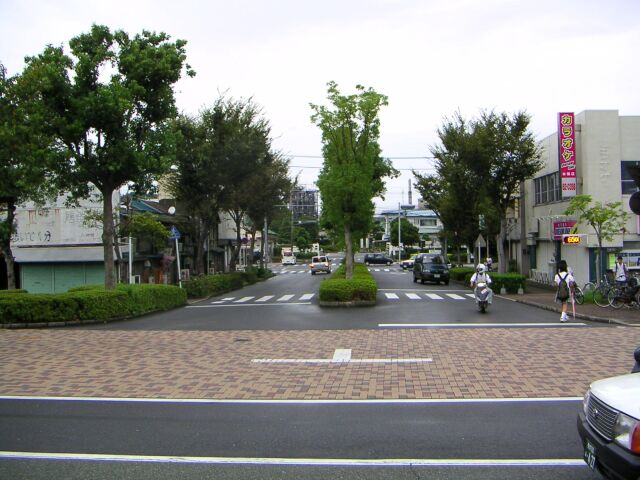
駅前（2004年9月）

北東側は水俣市の中心市街地で、駅周辺も市街地が広がっている。
至近
- ビジネス旅館「桂」- 約1分（駅舎の斜め右にある）
- チッソ水俣本部・JNC水俣製造所 - 駅正面をまっすぐ。
- 水俣市役所
- 水俣郵便局
- 水俣昭和郵便局
- 水俣百間簡易郵便局
- 蘇峰記念館 - 徳富蘇峰記念施設
- 徳富蘇峰・蘆花生家
- 日本一長〜い運動場 - 山野線跡地

遠方
- 水俣港 - 獅子島汽船が発着
- 湯の児温泉
- 湯の鶴温泉
- 湯の児スペイン村福田農園
- みなまた観光物産館まつぼっくり
- もやい館 - 水俣市総合もやい直しセンター
- おれんじ館 - 水俣市南部もやい直しセンター
- エコパーク水俣
  - 熊本県環境センター
  - 水俣市立水俣病資料館
  - 国立水俣病情報センター
  - 水俣メモリアル

## バス路線
熊本県内を営業エリアとする産交バスと、鹿児島県から乗り入れる南国交通のバスが利用できる。但し、2社のバス停は離れているので注意。
| 運行事業者                        | 系統・行先 | 備考                  |
| 水俣駅前（市道側）                | 水俣駅前（市道側）                                                                                              | 水俣駅前（市道側）    |
| --------------------------------- | --- | --------------------- |
| 産交バス                          | 1：水俣病資料館下・水俣産交（百間町・エコパーク道の駅みなまた）                                                 |                       |
| 産交バス                          | 2：水俣産交（百間町）                                                                                           |                       |
| 産交バス                          | 3：水俣港（百間町・エコパーク道の駅みなまた）                                                                   |                       |
| 産交バス                          | 1： 佐敷駅前 / 道の駅たのうら（新水俣駅・津奈木駅前）                                                           |                       |
| 産交バス                          | 2・3： つなぎ温泉前（新水俣駅・津奈木役場前）                                                                   |                       |
| みなくるバス （産交バス受託運行） | ■31・■32・■33：茂道漁港（おれんじ館・袋中学校前）■31・■32・■33：頭石 / 招川内（水俣市役所・湯の鶴温泉センター） |                       |
| みなくるバス （産交バス受託運行） | ■41・■42：梅戸港・水俣市役所・木臼野方面■41：水俣市役所（旭町商店街）                                           |                       |
| みなくるバス （産交バス受託運行） | ■21：大川公民館前（水俣市役所・深川駅跡）                                                                       |                       |
| みなくるバス （産交バス受託運行） | ■22・■23：葛彩館 / 中屋敷（水俣市役所・松山）                                                                   | ■23が「葛彩館」止まり |
| みなくるバス （産交バス受託運行） | ■51：湯の児（水俣市役所・白梅病院前）                                                                           |                       |
| 水俣駅前（国道側）                | |                       |
| 南国交通                          | 水俣車庫－佐潟口線：水俣車庫水俣車庫－佐潟口線：出水駅 / 佐潟口（高尾野駅前・阿久根駅前）                       |                       |
| 南国交通                          | 水俣・大口・栗野線：大口 / 鹿児島空港（菱刈郵便局前・栗野三文字）                                               | 旧・山野線代替バス    |

## 隣の駅
※臨時快速「おれんじ食堂」の隣の停車駅は列車記事を参照のこと。
肥薩おれんじ鉄道
■肥薩おれんじ鉄道線
新水俣駅（OR12） - 水俣駅（OR13） - 袋駅（OR14）

### 廃止区間
九州旅客鉄道（JR九州）
山野線
水俣駅 - 東水俣駅